# Celly Cel
Celly Cel (справжнє ім'я Марцеллус Маккарвер) — американський репер, продюсер з Вальєхо, штат Каліфорнія, учасник дуету Criminalz. Свій перший сингл «Lifestyle of a Mack» видав у 1992 на власному незалежному лейблі Realside Records.
У 1996 з'явився на компіляції Red Hot Organization America Is Dying Slowly, разом з іншими реперами Biz Markie, Wu-Tang Clan і Fat Joe. CD мав на меті підвищити серед афроамериканських чоловіків обізнаність про СНІД. The Source високо оцінив реліз. «Time to Ball» потрапила до відеогри NBA 2K7. 26 жовтня 2011 вийшов його дебютний роман «Big Faces».

## Дискографія

### Студійні альбоми
| Рік  | Назва                           | Чартові позиції | Чартові позиції |
| Рік  | Назва                           | US              | US R&B          |
| ---- | ------------------------------- | --------------- | --------------- |
| 1994 | Heat 4 Yo Azz                   | —               | 34              |
| 1995 | Killa Kali                      | 26              | 4               |
| 1998 | The G Filez                     | 53              | 17              |
| 2000 | Deep Conversation               | —               | 94              |
| 2005 | It'z Real Out Here              | —               | —               |
| 2006 | Slaps, Straps and Baseball Hats | —               | —               |
| 2013 | Morphine X                      | —               | —               |

### Міні-альбоми
- 2012: Big Faces EP

### Компіляції
- 1999: The Best of Celly Cel
- 2000: Live from the Ghetto
- 2002: Song'z U Can't Find
- 2006: The Wild West
- 2006: The Gumbo Pot
- 2007: Best of Celly Cel 2: Tha Sick Wid It Dayz
- 2007: Cali Luv

### У складі Criminalz
- 2001: Criminal Activity

### У складі The Hillside Stranglaz
- 2006: The Hillside Stranglaz: Bad Influence